# Slavný myší detektiv (film)
Slavný myší detektiv (v anglickém originále The Great Mouse Detective) je americký animovaný a komediální film režiséra Johna Muskera, Davea Michenera, Rona Clementse a Burnyho Mattinsona. Ve filmu hráli Vincent Price, Barrie Ingham, Val Bettin, Susanne Pollatschek, Candy Candido, a Alan Young.

## Obsazení
| Barrie Ingham       | Basil             |
| Susanne Pollatschek | Olivia Flaversham |
| Candy Candido       | Fidget            |
| Frank Welker        | Toby              |
| Alan Young          | Hiram Flaversham  |
| Frank Welker        | Felicia           |